# Śledząc śmierć
Śledząc śmierć (ang. Indiscreet) – amerykański thriller z 1998 roku w reżyserii Marca Bienstocka.

## Opis fabuły
Były policyjny detektyw Nash (Luke Perry) obserwuje na zlecenie żonę wpływowego Dodda, Eve (Gloria Reuben), by dostarczyć mężowi dowody jej niewierności. Kobieta sprawia wrażenie niewinnej. Gdy próbuje się zabić, Nash ratuje ją. Nawiązują romans. Pewnego dnia Eve odkrywa, dla kogo pracuje jej wybranek.

## Obsada
- Luke Perry jako Michael Nash
- Gloria Reuben jako Eve Dodd
- James Read jako Zachariah Dodd
- Adam Baldwin jako Jeremy Butler
- Lisa Edelstein jako Beth Sussman
- Vladimir Nemirovsky jako Sean Brodie